# Phare du cap Cerbère
Le phare du cap Cerbère est l'ultime phare français avant la frontière franco-espagnole, appelé aussi « phare solaire ».
Il est situé au cap Cerbère sur la commune de Cerbère, dernière commune de la côte Vermeille dans un paysage naturel qui en fait une halte appréciée sur le sentier de randonnée.

## Historique
Cette construction fut entreprise pour remplacer le vieux feu du port de Cerbère supprimé en 1980. C'est l'œuvre du cabinet parisien d'architecture Lucien Guerra. Le site des très hautes falaises du cap Cerbère fut choisi, mais il fallut exclure toute alimentation électrique par ligne aérienne pour ne pas dénaturer le paysage.
En 1982, ce phare moderne est achevé et est alimenté par des panneaux solaires. C'est une tour de pierres grises avec un haut rouge.